# 김의원 (13세기)
김의원(金義元: 미상~1224년 5월 17일(음력 4월 28일))은 고종 연간의 무신이다.

## 이력
- 생년: 미상. 군인에서 출세함.[2]
- 젊은 시절: 집안이 넉넉지 않아서 무뢰한으로 돌아다님.[2]
- 1221년(고종 8): 중서시랑평장사 판병부사로 임명받음.[3]
- 1224년(고종 11): 문하평장사로 죽음.[1][2]

## 참고 자료
- 《고려사》
- 《고려사절요》

## 관련 논문
- 채웅석, 〈고려 중·후기 ‘무뢰(無賴)’와 ‘호협(豪俠)’의 행태와 그 성격〉,  《역사와 현실》 8, 한국역사연구회, 1992년, 239면에서 그를 언급함.